# Michiharu Kusunoki
Michiharu Kusunoki (japonès: 楠 みちはる, nascut el 25 de gener de 1957) és un mangaka japonès de Tosa, Kōchi. Conegut principalment per Wangan Midnight, publicada a la Weekly Young Magazine de Kodansha. S'ha adatat un anime de 26 capítols, una sèrie de videojocs i una pel·lícula.
Altres sèries de manga creades per Michiharu Kusunoki inclouen J Monogatari i Shakotan Boogie, també publicats per Kodansha.

## Obres
- Aitsu to Lullaby (1981–1989, serializada per la Weekly Shōnen Magazine, Kodansha)[4][5]
- Shakotan Boogie (1986–1996, serializada per la Young Magazine, Kodansha)[6][7]
- Sayonara December (1987, Kodansha)[8]
- Wangan Midnight (1993–2008, serializada per la Young Magazine, Kodansha)[9][10]
- J Monogatari (1998, Kodansha)[11][12]
- Tokyo Broker (2003, serializada per la Morning, Kodansha)[13]
- Wangan Midnight C1 Runner (2009–2012, serialized in Young Magazine, Kodansha)[14][15]
- Eight (2012–2013, serializada per la Young Magazine, Kodansha)[16]
- Ginkai no Speed Star (2014–2015, serializada per la Big Comic Spirits, Shogakukan)[17]
- Kami-sama no Joker (com a guionista, amb Mizu Sahara) (2015-2016, serializada per la Evening, Kodansha)[18]
- Shutoko SPL -Silver Ash Speedster- (2016-actualment, serializada per la Monthly Young Magazine, Kodansha)[19]